# Åke Löfgren
Åke Löfgren, född 1915 död 1995, var en svensk förläggare, författare och översättare.
Löfgren började på KF:s förlag 1936 och arbetade med både skönlitteratur och barnböcker. Han lyckades 1947 få rättigheterna till ”Hompen”, som sedan skulle komma att döpas om till Bilbo.
Han följde med till Rabén & Sjögren i samband med att skönlitteraturen övergick dit 1949. Från KF tog han med sig Lennart Hellsing, och han skrev själv ett flertal barnböcker – däribland Historien om någon. Dessutom översatte han en rad danska bilderböcker av Egon Mathiesen, och det är Löfgren som har översatt den klassiska lilla bilderboken Nalle. Under en period var han också redaktör för Klumpe-Dumpe-tidningen som existerade i fem år innan den utkonkurrerades av Kalle Anka & Co 1959.
I över 40 år arbetade Löfgren på förlaget. Förutom hans insatser för barnböckerna lanserade han under sin förlagstid en lång rad författare, bland andra Pär Rådström, Evert Taube, Åke Hodell och Sonja Åkesson.